# Hani ibn Urwa
Hani ibn Urwa (arabisch هانئ بن عروة, DMG Hāniʾ b. ʿUrwa; † 12. September 680) war ein Anhänger des ersten schiitischen Imams Alī ibn Abī Tālib. Er nahm an der Kamelschlacht und der Schlacht von Siffin teil und war einer der wichtigsten Personen bei dem Aufstand von Hudschr ibn ʿAdī gegen Ziyād ibn Abī-hi.
Er war der Führer der Banu Murad vom Stamm der Madhhidsch und hatte eine hohe soziale Position unter den Menschen von Kufa.
Nachdem Muslim ibn Aqil auf Anforderung von al-Husain ibn Ali nach Kufa gereist war und von der Ankunft von Ubayd Allah ibn Ziyad erfahren hatte, nahm ihn Hani ibn Urwa bei sich zuhause auf. Ubayd Allah ibn Ziyad erfuhr, dass Hani ibn Urwa Muslim ibn Aqil bei sich versteckt hilt. Hani ibn Urwa und Muslim ibn Aqil wurden auf Befehl von Ubayd Allah ibn Ziyad enthauptet und ihre Leichen wurden durch Suq al-Kunasa gezogen.
Hani ibn Urwa wurde in der Großen Moschee von Kufa Begraben.

## Weblink
- https://www.abdulazim.com/